# 기타카와소에촌
기타카와소에촌(北川副村)은 사가현 사가군에 있던 촌이다. 현재의 사가시의 일부에 해당한다.

## 지리
사가평야의 중앙부에 위치했다.

## 역사
- 1889년 4월 1일 - 정촌제 시행에 의해 사가군 기타카와소에촌이 성립하였다.
- 1954년 10월 1일 - 사가시에 편입해 폐지되었다.

## 교통

### 철도
- 일본국유철도
  - 사가선
- 사가 마차철도
  - 본선 (현 사가 전기철도)

## 참고문헌
- 角川日本地名大辞典 41 佐賀県
- 『市町村名変遷辞典』東京堂出版、1990年。